# Трудовое обучение в школе

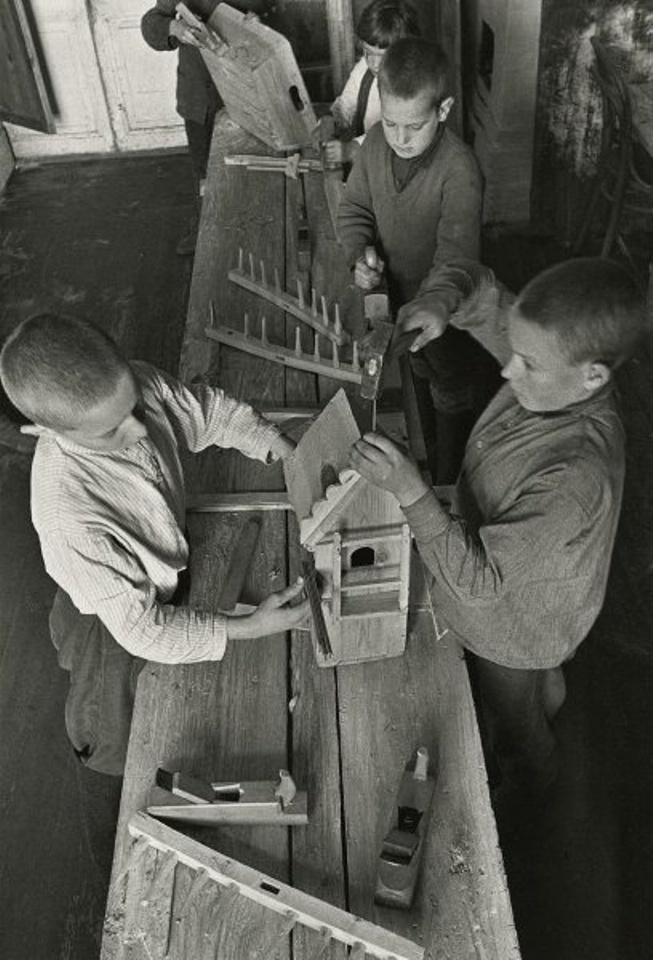
На уроке труда в СССР. 1930-е годы

Техноло́гия (труд) — трудовая и профессиональная подготовка, один из учебных предметов в средней общеобразовательной школе, продолжающийся с 1-го по 9-й (иногда по 10-й) класс, подразумевал изготовление полезных изделий, иногда на промышленных предприятиях..
Школьный предмет, называемый «Дизайн и технология» (D&T) преподавался во многих странах мира, таких, как Англия, Индия, США, Австралия, Новая Зеландия, Ирландия, Мальта, Китай, Южная Африка, Франция и Финляндия. Такой университетский курс есть в странах, включая Австралию, Канаду, США, Сингапур, Южную Африку, Нидерланды и Новую Зеландию, как для подготовки учителей, так и для общего образования в таких областях, как промышленный дизайн. В США и Австралии аналогичный курс называется промышленное искусство.

## Учебная программа
В начальной школе этот предмет предусматривал овладение общими навыками работы по дому (шитьё: вышивание и штопка; вязание: на спицах и макраме; склеивание, вырезание) и другими общими умениями (например такими, как аппликация). Девочки и мальчики посещают занятия по предмету вместе.
Начиная с 5-го класса обучение девочек и мальчиков происходит раздельно. Мальчики изучали (в каждой школе свой набор): столярное дело, резку по металлу, работу на станках. По воспоминаниям одного из школьников, в 70-е-80-е годы в СССР на уроках труда в разное время дети изготавливали игрушки, ложки и всякие мелочи для дома, используя верстаки для столярных работ с инструментами и металлообрабатывающие станки. Девочки изучали приготовление пищи, кройку и шитьё, вязание, декоративно-прикладное искусство (например, плетение из бисера).
Продвинутый уровень экзамена GCE (GCE A-Level) в Англии охватывает деятельность от технологий управления до эстетического дизайна продукции. Студенты должны использовать все типы компьютерного программного обеспечения, включая компьютерное проектирование и производство, электронные таблицы и компьютерные презентации. Продукция такой работы часто отправляется на станки с ЧПУ для производства.

## Смежные предметы

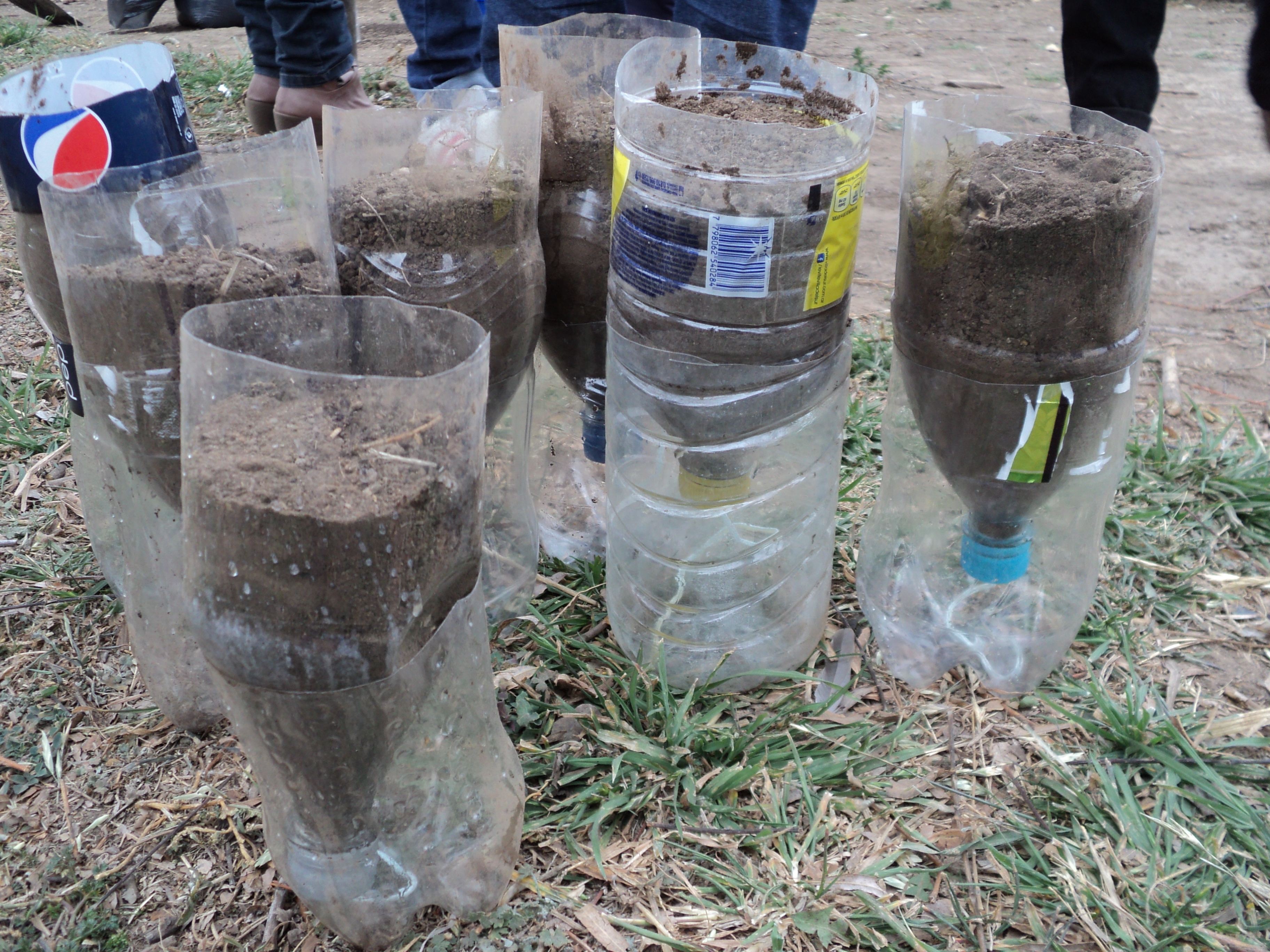
Занятие сельским хозяйством.

- Черчение: 7—9-й классы — иногда включают в состав дисциплин трудового обучения.
- Прикладное искусство: предмет, аналогичный трудовому обучению.